# Гудан, Евгений Павлович
Евгений Павлович Гудан — нивхский писатель и общественный деятель.

## Биография
Евгений Гудан родился 23 марта 1951 в селе Дыльма Ульчского района Хабаровского края в семье учителя. Поступил в педагогическое училище города Николаевск-на-Амуре после окончания Кальминской восьмилетней школы
Начал свою трудовую деятельность в Ульчском поселке Калиновка начальником отделения связи (1971). Окончил курсы начальников отделения связи при Хабаровском производственно-техническом управлении связи в 1972 году.
В 1996 году избрался главой муниципального образования Ульчского района. В 1986 году началась его журналистская работа в редакции газеты «Амурский маяк», которую в 1994 году он возглавил. С 1998 по 2007 годы был главным редактором информационно-издательского центра «Амурский маяк». В этот центр входили одноимённая районная газета, типография № 17 и районное радиовещание. В 2007—2010 годах служил государственным инспектором Ульчского районного отдела Россельхознадзора. С 2010 года по ноябрь 2017 года вновь занимал должность главного редактора Муниципального автономного учреждения "Информационно-Издательский Центр «Амурский маяк».
Является членом Союза журналистов СССР, членом Союза журналистов Российской Федерации. Также является ветераном Труда. Лауреат литературного конкурса «Голос Севера», лауреат губернаторской премии, участник Всероссийской премии за сохранение языкового многообразия «Ключевое слово».
Начал свою творческую деятельность ещё в юности, а затем стал собирать ульчский и нивхский фольклор, который стал основой для его произведений.
Первая книга — «Месяц Орла наступил» (2002). Вслед за ней была издана «Река моей жизни» (2006). Следующие издания — «Нивхские сказки» (2011) и «Сказание о продолжении рода» (2012). В 2020 году одно из его произведений них («Следы оленя на Млечном пути») из сборника «Мифы земли Нивхской» (2019) смогла стать соискателем общероссийской литературной премии «Дальний Восток» им. В. К. Арсеньева в номинации «Малая проза». Гудан также является автором путевых записок «Играющая Земля» (2006).
Совместно с Вячеславом Ивановичем Васильковым (хормейстером, дирижером народного хора ветеранов Муниципального бюджетного учреждения «Межпоселенческого Дома культуры Ульчского муниципального района») работал над Гимном Хабаровского края. Это был их первый опыт работы над написанием стихов для музыкального произведения.